# Andrés Segovia
Andrés Segovia (Linares, 21. veljače 1893. – Madrid, 2. lipnja 1987.), španjolski gitarist.
Koncertirao je širom svijeta interpretirajući izvornu gitarističku glazbu i vlastite obrade djela starijih i suvremenih majstora. Smatran je najvećim gitarističkim virtuozom novijeg doba, a zaslužan je za renesansu tog instrumenta.

## Vanjske poveznice
- Andrés Segovia na classicalguitar.net